# 第67回日劇學院賞
←第66回 - 第67回 - 第68回→
第67回日劇學院賞，針對2010年10月到12月在日本播出的連續劇做出投票與評比。

## 最優秀作品賞
1. 飛特族、買個家
2. 龍馬傳
3. SPEC～警視廳公安部公安第五課 未詳事件特別對策係事件簿～

- 讀者票：1.飛特族、買個家；2.龍馬傳；3.流星
- 記者票：1.飛特族、買個家；2.龍馬傳；3.SPEC
- 評審票：1.飛特族、買個家；2.龍馬傳；3.SPEC

## 主演男優賞
1. 二宮和也（飛特族、買個家）
2. 福山雅治（龍馬傳）
3. 竹野內豐（流星）

- 讀者票：1.二宮和也（飛特族、買個家）；2.福山雅治（龍馬傳）；3.竹野內豐（流星）
- 記者票：1.二宮和也（飛特族、買個家）；2.福山雅治（龍馬傳）；3.加瀨亮（SPEC）
- 評審票：1.二宮和也（飛特族、買個家）；2.福山雅治（龍馬傳）；3.佐藤健（Q10）

## 主演女優賞
1. 戶田惠梨香（SPEC～警視廳公安部公安第五課 未詳事件特別對策係事件簿～）
2. 鈴木京香（第二處女）
3. 菅野美穗（Guilty～與惡魔訂契約的女人）

- 讀者票：1.菅野美穗（Guilty）；2.戶田惠梨香（SPEC）；3.篠原涼子（黃金豬～會計檢察廳·特別調查課～）
- 記者票：1.戶田惠梨香（SPEC）；2.志田未來（秘密）；3.鈴木京香（第二處女）
- 評審票：1.鈴木京香（第二處女）；2.戶田惠梨香（SPEC）；3.菅野美穗（Guilty）

## 助演男優賞
1. 香川照之（龍馬傳）
2. 稻垣吾郎（流星）
3. 玉木宏（Guilty～與惡魔訂契約的女人）

- 讀者票：1.香川照之（龍馬傳）；2.玉木宏（Guilty）；3.竹中直人（飛特族、買個家。）
- 記者票：1.香川照之（龍馬傳）；2.玉木宏（Guilty）；3.稻垣吾郎（流星）、竹中直人（飛特族、買個家。）
- 評審票：1.香川照之（龍馬傳）；2.稻垣吾郎（流星）；3.井浦新（最後的日出）

## 助演女優賞
1. 上戶彩（流星）
2. 前田敦子（Q10）
3. 深田恭子（第二處女）

- 讀者票：1.上戶彩（流星）；2.前田敦子（Q10）；3.淺野溫子（飛特族、買個家。）
- 記者票：1.前田敦子（Q10）；2.上戶彩（流星）；3.淺野溫子（飛特族、買個家。）
- 評審票：1.深田恭子（第二處女）；2.上戶彩（流星）；3.前田敦子（Q10）

## 其他獎項

### 監督賞
1. 堤幸彦、加藤新、今井夏木（日语：今井夏木）、金子文紀（SPEC～警視廳公安部公安第五課 未詳事件特別對策係事件簿～）
2. 大友啟史、真鍋斎、渡辺一貴（龍馬傳）
3. 河野圭太、城寶秀則（飛特族、買個家。）

### 腳本賞
1. 西荻弓繪（日语：西荻弓絵）（SPEC～警視廳公安部公安第五課 未詳事件特別對策係事件簿～）
2. 橋部敦子（飛特族、買個家。）
3. 大石靜（第二處女）

### 主題曲賞
*嵐「無盡的天空」（飛特族、買個家）

### 特別賞
*SPEC～警視廳公安部公安第五課 未詳事件特別對策係事件簿～的片頭

## 得獎原因[1]
- 關於編劇西荻弓繪（日语：西荻弓絵），「把複雜的情節成功收集和建構，增加了人物的魅力及適當地加入趣味」。
- 關於導演堤幸彥等人，「影象很美，剪接出色，世界觀獨特，能成功翻弄觀眾」。

1. ↑  .   [2016-10-01]. （原始内容存档于2017-03-05）.